# ダニエル・マン
ダニエル・マン(Daniel MannまたはDaniel Chugerman、1912年8月8日 –1991年11月21日)はアメリカ合衆国の映画監督・テレビ番組監督。

## 略歴
ニューヨーク州ブルックリン生まれ。子供のころから舞台俳優を務め、 Erasmus Hall High Schoolに入学し、ニューヨークのプロフェッショナル・チルドレンズ・スクールやネイバーフッド・プレイハウスにも通った。
1952年から映画監督として参加した。彼の作品には派手な演出はなかったが、登場人物の会話に重点が置かれていた。マンの作品の多くは『愛しのシバよ帰れ』、『バラの刺青』、『八月十五夜の茶屋』といった舞台原作のものや『バターフィールド8』、『Last Angry Man』といった文学原作のものが多かった。
1991年、カリフォルニア州ロサンゼルスで心不全のため死去。

## 主な監督作品
- 愛しのシバよ帰れ Come Back, Little Sheba (1952)
- バラの刺青 The Rose Tattoo (1955)
- 明日泣く I'll Cry Tomorrow (1955)
- 八月十五夜の茶屋 The Teahouse of the August Moon (1956)
- バターフィールド8 BUtterfield 8 (1960)
- 戦略爆破部隊 The Mountain Road (1960)
- 浮気の計算書 Who's Got the Action? (1962)
- 五指練習 Five Finger Exercise (1962)
- 僕のベッドは花ざかり Who's Been Sleeping in My Bed? (1963)
- 電撃フリントGO!GO作戦 Our Man Flint (1966)
- 栄光の丘 Judith (1966) - ビデオリリース時はConflictというタイトルだった
- 愛は心に深くFor Love of Ivy (1968)
- ウイラードWillard (1971)
- 復讐の荒野 The Revengers (1972) - メキシコではLos Vengadoresというタイトルだった
- ビッグ・モー MAURIE(1973)
- Interval (1973) - メキシコではIntervalo というタイトルで公開された
- マチルダ Matilda (1978)
- ファニア歌いなさい PLAYING FOR TIME(1980)
- エリオット・バーンズの帰還 The Man Who Broke 1,000 Chains (1987)